# Quân đội Nhân dân Mông Cổ
Quân đội nhân dân Mông Cổ (tiếng Mông Cổ: Монголын Ардын Арми), hay còn được gọi là Giải phóng quân Mông Cổ (tiếng Mông Cổ: Монгол Улаан армийн) hoặc Hồng quân Mông Cổ (tiếng Mông Cổ: Монгол Улаан армийн) là một phần của Đảng Nhân dân Mông Cổ và là lực lượng quân đội của Cộng hòa Nhân dân Mông Cổ. Được thành lập vào những năm 1920 và trong thời kỳ xảy ra Chiến tranh Thế giới thứ 2, lực lượng này nằm dưới quyền của Hồng Quân Liên Xô. Đến năm 1992, lực lượng này được tái cơ cấu và đổi tên thành Lực lượng vũ trang Mông Cổ.

## Quân hàm
Xem thêm tại: Military ranks of the Mongolian People's Republic
- Lính nghĩa vụ
  - Thường quân
  - Binh bét
  - Binh nhì
  - Binh nhất
- Hạ sĩ quan
  - Hạ sĩ
  - Trung Sĩ
  - Thượng sĩ
  - Trung sĩ đào tạo
  - Trung sĩ trưởng
- Sĩ quan
  - Thiếu úy
  - Thượng úy
  - Đại úy
  - Thiếu tá
  - Trung tá
  - Đại tá
  - Chuẩn tướng
  - Thiếu tướng
  - Trung tướng
  - Đại tướng